# 와세다촌
와세다촌(早稲田村)은 사이타마현 기타카쓰시카군에 설치되었던 촌이다. 현재의 미사토시 북동부에 해당한다.